# Crassula arborescens

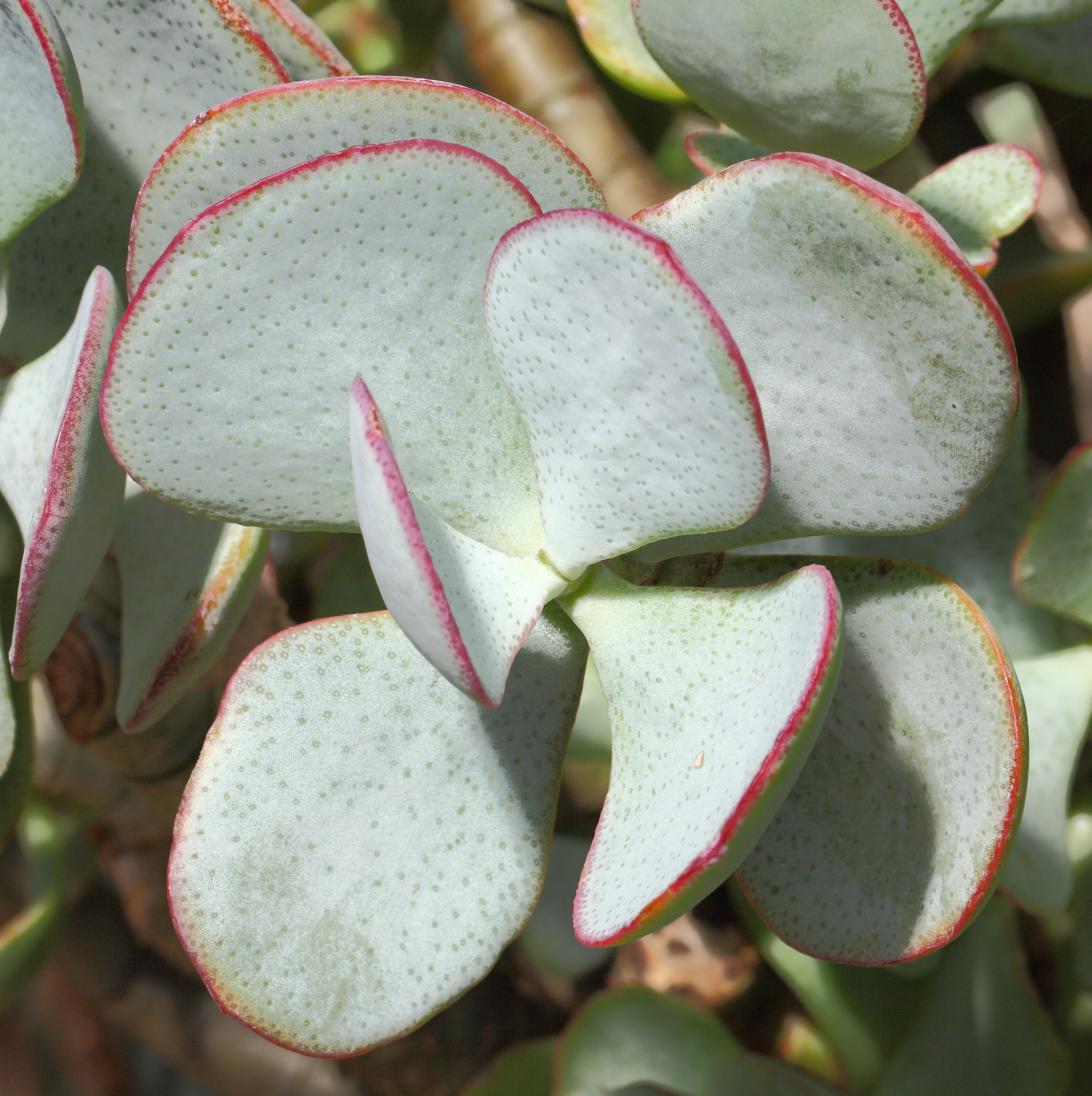
Detalle de un espécimen.

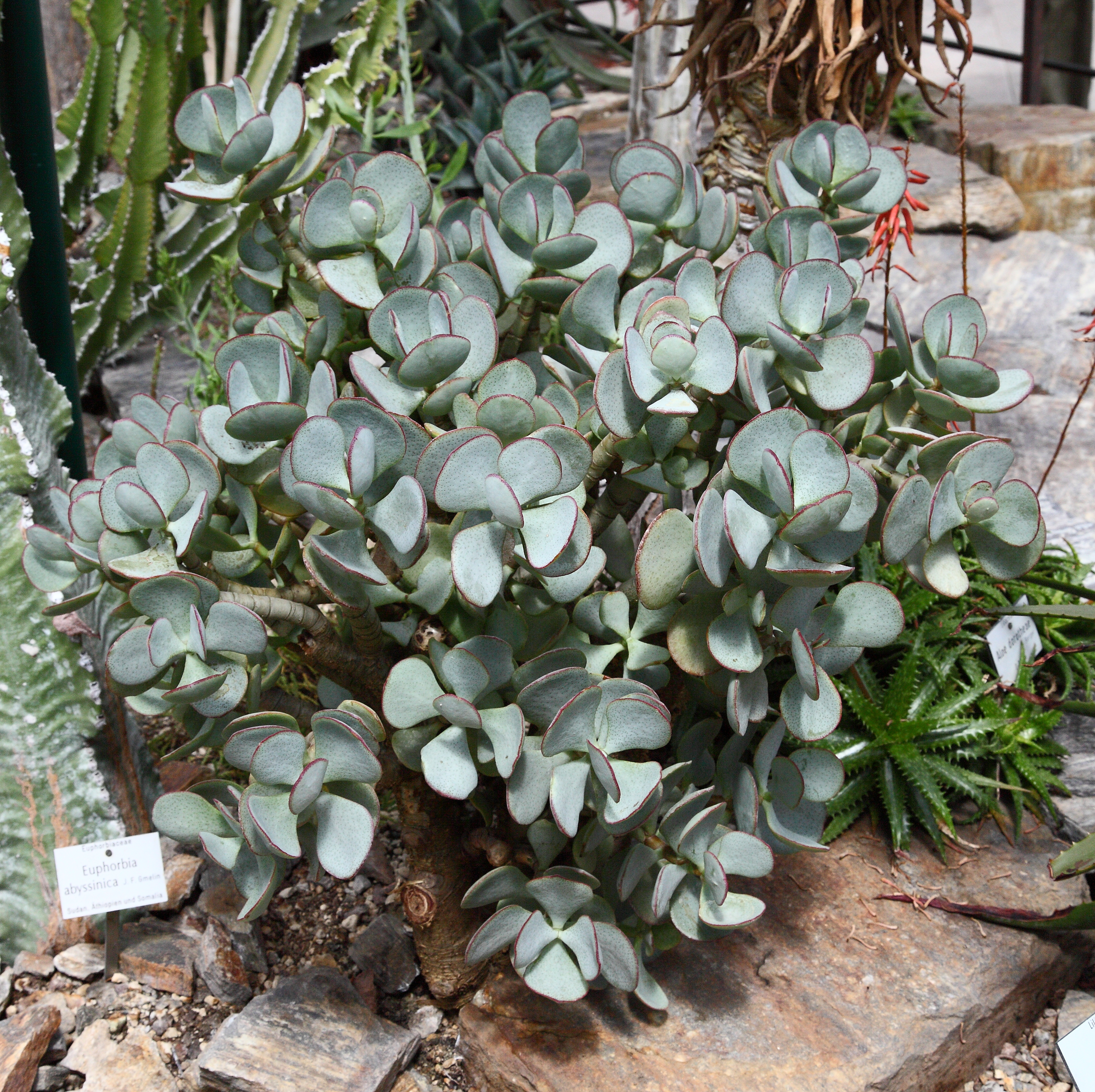
Imagen de un ejemplar adulto.

Crassula arborescens es una especie de planta suculenta perteneciente a la familia Crassulaceae. Es una planta endémica de la provincia Occidental del Cabo, Sudáfrica. Se cultiva como planta ornamental. También es adecuada como planta para interiores. 
Mide alrededor de 0.6 a 1.2 m. Generalmente florece en invierno, con flores blancas o rosas.

## Descripción
Se trata de una planta suculenta perennifolia de porte arbustivo que alcanza un tamaño de 0,6 a 1,2 m a una altitud de 500 a 1600 metros.

## Taxonomía
Crassula arborescens fue descrita por (Mill.) Willd. y publicado en Sp. Pl., ed. 4 (Willdenow) 1(2): 1554. 1798
Etimología
Ver: Crassula
arborescens: epíteto latino que significa "como un árbol".
Sinonimia
- Cotyledon arborescens Mill.
- Cotyledon punctata Lam.
- Crassula arborea Medik.
- Crassula cotyledon Jacq.
- Crassula cotyledonifolia Salisb.
- Toelkenia arborescens (Mill.) P.V.Heath[4]